# Dean Amadon

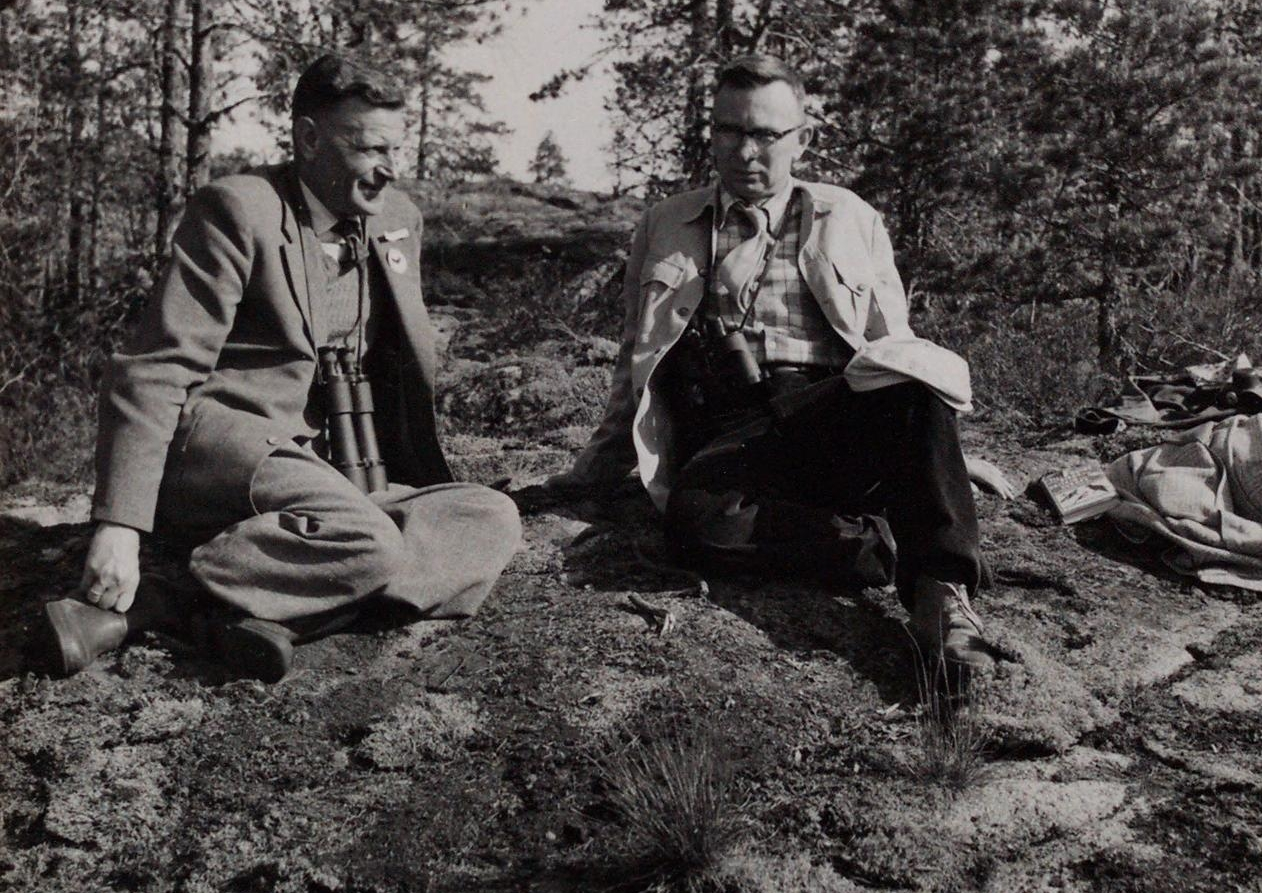
Dean Amadon, rechts

Dean Arthur Amadon (* 5. Juni 1912 in Milwaukee, Wisconsin; † 12. Januar 2003 in Tenafly, New Jersey) war ein US-amerikanischer Ornithologe. Sein Forschungsschwerpunkt war die Taxonomie der Greifvögel.

## Leben
Bereits als Kind war Dean Amadon von der Vogelbeobachtung fasziniert. 1919 zogen er und seine Eltern auf eine milchverarbeitende Farm im Cattaraugus County im Westen des Bundesstaates New York. 1930 wurde Dean Amadon Mitglied der American Ornithologists’ Union. 1934 erlangte er an den Hobart and William Smith Colleges in Geneva, New York seinen Bachelor-Abschluss. An diesem College war er Mitglied der Phi Beta Kappa. Von 1936 bis 1937 arbeitete er als Techniker im Wildlife Management des Connecticut State Bird, Fish and Game Department. 1937 wurde er von Frank M. Chapman als Kurator für die Vogeleiersammlung des American Museum of Natural History angestellt. Unter dem Einfluss des Direktors Ernst Mayr erlernte Amadon die Vogelsystematik. 1942 heiratete er Octavia Tavvy Gardella. Aus dieser Ehe gingen die Töchter Susan und Emily hervor. Im selben Jahr trat er dem Sanitätsdienst der Streitkräfte der Vereinigten Staaten bei und wurde im Pazifik eingesetzt. Auf Hawaii beschäftigte er sich mit der Kontrolle von Insekten und Nagetieren und untersuchte die Beulenpest bei Ratten.
Von April 1944 bis August 1945 war Amadon mit der United States Army auf Oʻahu und Hawaiʻi stationiert. In seiner Freizeit studierte er das Balgmaterial des Bernice P. Bishop Museums und betrieb Feldstudien an Kleidervögeln, über die er seine Dissertation schrieb und 1947 an der Cornell University seinen Ph.D. erlangte.
Nach dem Krieg widmete sich Amadon der Mitarbeit in der Vogelabteilung des American Museum of Natural History. Von 1957 bis 1973 war er Vorsitzender und Chefkonservator dieser Abteilung. Nach seinem Ausscheiden wurde er 1973 zum Curator emeritus ernannt.
Amadon war 72 Jahre Mitglied der American Ornithologists’ Union. Von 1965 bis 1966 war er Präsident dieser Organisation. Ab 1962 arbeitete er einige Jahre im International Ornithological Committee mit. 1981 wurde er Ehrenmitglied der British Ornithologists’ Union.
Neben seiner Doktorarbeit, die 1950 unter dem Titel The Hawaiian honeycreepers (Aves, Drepaniidae) im „Bulletin of the American Museum of Natural History“ veröffentlicht wurde, gehören Eagles, Hawks and Falcons of the World, das lange Zeit zu den Standardreferenzwerken zur Greifvogelsystematik zählte, sowie Curassows and Related Birds, das er gemeinsam mit Jean Théodore Delacour verfasste, zu seinen wichtigsten Büchern.

## Dedikationsnamen
Nach Dean Amadon sind unter anderem folgende Taxa benannt: Carduelis crassirostris amadoni (Unterart des Dickschnabelzeisigs), Lampornis viridipallens amadoni (Unterart der Grünkehlnymphe), Treron pompadora amadoni (Unterart der Pompadourtaube), Andropadus virens amadoni (Unterart des Grünbülbüls), Hirundo aethiopica amadoni (Unterart der Fahlkehlschwalbe) und Coracina welchmani amadonis (Unterart des Salomonen-Raupenfängers).

## Werke (Auswahl)
- 1942: Birds Collected During the Whitney South Sea Expedition: Notes on Some Non-passerine Genera
- 1947: A Review of the Dicaeidae (mit Ernst Mayr)
- 1951: Taxonomic Notes on the Australian Butcher-Birds (Family Cracticidae)
- 1950: The Hawaiian honeycreepers (Aves, Drepaniidae)
- 1952: Notes on the Mathews' Collection of Australian Birds: The Order Ciconiiformes
- 1953: Land Birds of America (mit Robert Cushman Murphy)
- 1955: A Child's Book of Wild Birds (mit Alexander Seidel)
- 1956: Birds of the Archbold Biological Station, Lake Placid, Florida
- 1964: Taxonomic Notes on Birds of Prey
- 1966: Birds Around the World: A Geographical Look at Evolution and Birds
- 1968: Eagles, Hawks and Falcons of the World. 2 Bände. (mit Leslie H. Brown, illustriert von David Morrison Reid Henry)
- 1973: Curassows and Related Birds (mit Jean Delacour)
- 1983: The Snail Kite in Florida
- 1988: Hawks and owls of the world: a distributional and taxonomic list with The genus Otus by Joe T. Marshall and Ben F. King. (mit John Bull)